# Kea Kühnel
Kea Kühnel (16 maart 1991) is een Duitse freestyleskiester, gespecialiseerd op de onderdelen big air en slopestyle. Ze vertegenwoordigde haar vaderland op de Olympische Winterspelen 2018 in Pyeongchang.

## Carrière
Bij haar wereldbekerdebuut, in maart 2016 in Silvaplana, scoorde Kühnel direct wereldbekerpunten. In december 2016 behaalde ze in Mönchengladbach haar eerste toptienklassering in een wereldbekerwedstrijd. Op de wereldkampioenschappen freestyleskiën 2017 in de Spaanse Sierra Nevada eindigde de Duitse als 25e op het onderdeel slopestyle. In maart 2017 stond Kühnel in Voss voor de eerste maal in haar carrière op het podium van een wereldbekerwedstrijd. Tijdens de Olympische Winterspelen van 2018 in Pyeongchang eindigde ze als achttiende op het onderdeel slopestyle.
In Park City nam de Duitse deel aan de wereldkampioenschappen freestyleskiën 2019. Op dit toernooi eindigde ze als twaalfde op het onderdeel big air.

## Resultaten

### Olympische Winterspelen
| Jaar | Plaats      | Resultaten     |
| ---- | ----------- | -------------- |
| 2018 | Pyeongchang | 18e Slopestyle |

### Wereldkampioenschappen
| Jaar | Plaats        | Resultaten     |
| ---- | ------------- | -------------- |
| 2017 | Sierra Nevada | 25e Slopestyle |
| 2019 | Park City     | 12e Big air    |

### Wereldbeker
Eindklasseringen
| Seizoen   | Algm | BA    | SS  |
| --------- | ---- | ----- | --- |
| 2015/2016 | 182e | –     | 40e |
| 2016/2017 | 48e  | 5e    | 37e |
| 2017/2018 | 68e  | 8e    | 13e |
| 2018/2019 | 40e  | Brons | 13e |
| 2019/2020 | 121e | 16e   | 25e |